# Diatraea pulverea
Diatraea pulverea là một loài bướm đêm trong họ Crambidae.